# Bandera d'Aspa
La bandera oficial d'Aspa té la següent descripció:
Bandera apaïsada, de proporcions dos d'alt per tres de llarg, de porpra, amb la flor de lis blanca de l'escut d'alçària 4/6 de la del drap, al centre.

## Història
L'Ajuntament va iniciar l'expedient d'adopció de la bandera el 16 de maig de 2013, i aquesta va ser aprovada el 18 d'abril de 2017, i publicada en el DOGC núm. 7360 el 2 de maig del mateix any.
La bandera està basada en l'escut heràldic de la localitat, incorporant la flor de lis blanca de l'escut sota un fons de color porpra.